# ۱۰۰۰ گکز
۱۰۰۰ گکز (به انگلیسی: 1000 gecs) نخستین آلبوم استودیویی از گروهٔ موسیقی هایپرپاپ دونفرهٔ آمریکایی ۱۰۰ گکز می‌باشد که در ۳۱ مهٔ سال ۲۰۱۹ از سوی داگ شو رکوردز منتشر گردید. تک‌آهنگ اصلی این آلبوم «ماشین پول» دو روز پیش از انتشار کامل منتشر شده بود.